# Magyar futsalkupa
A magyar futsalkupa  a magyarországi futsalban a bajnokság után a második legrangosabb versenysorozat. A kupát 2007-ben írták ki először, a lebonyolítási formát pedig többször módosították. Manapság a szervezést a Magyar Labdarúgó-szövetség hajtja végre. Az első sorozatot a Gödöllő csapata nyerte. A legsikeresebb kupacsapat, a trófeát hétszer elhódító és azóta már megszűnt Rába ETO. A címvédő az MVFC Berettyóújfalu.

## Győzelmek száma
| Csapat                  | Győzelem | Szezonok                                 | Döntős                       |
| ----------------------- | -------- | ---------------------------------------- | ---------------------------- |
| Győri ETO Futsal Club   | 7        | 2010, 2011, 2013, 2014, 2015, 2016, 2017 | 2008, 2012                   |
| Haladás VSE             | 5        | 2018, 2020, 2022, 2023, 2024             | 2013, 2017                   |
| MVFC Berettyóújfalu     | 4        | 2009, 2012, 2019, 2025                   | 2011, 2014, 2020, 2021, 2023 |
| 1. Futsal Club Veszprém | 1        | 2021                                     | 2015, 2019, 2024, 2025       |
| Aramis SE               | 1        | 2008                                     | 2009                         |
| Gödöllői FK             | 1        | 2007                                     | -                            |
| Debreceni Egyetemi AC   | -        | -                                        | 2022                         |
| Dunaferr DUE Dutrade FC | -        | -                                        | 2016                         |
| Kanárik SE              | -        | -                                        | 2007                         |
| Rubeola FC Csömör       | -        | -                                        | 2018                         |
| Üllő FC Cső-Montage     | -        | -                                        | 2010                         |